# Lamar Hunt U.S. Open Cup 2009
La Lamar Hunt U.S. Open Cup 2009 fue la 96.ª edición de la Lamar Hunt U.S. Open Cup del fútbol de los Estados Unidos. Empezó el 9 de junio y finalizó el 2 de septiembre. En un total de 40 equipos, todos los equipos que disputan en las diferentes categorías. El Seattle Sounders FC se consagró campeón por primera vez en su historia derrotando en la final ante el D.C. United por 2-1.
El campeón clasificó a la fase preliminar de la Concacaf Liga Campeones 2010-11.

## Equipos clasificados
El torneo consiste de 40 equipos de distintas categorías:
Los 8 equipos de la Major League Soccer (Primera División)
- Chicago Fire
- Chivas USA
- Columbus Crew
- D.C. United
- Houston Dynamo
- Kansas City Wizards
- New England Revolution
- Seattle Sounders FC

Los 8 equipos de la USL First Division (Segunda División)
- Austin Aztex FC
- Carolina RailHawks
- Charleston Battery
- Cleveland City Stars
- Miami FC
- Minnesota Thunder
- Portland Timbers
- Rochester Rhinos

Los 8 equipos de la USL Second Division (Tercera División)
- Charlotte Eagles
- Crystal Palace Baltimore
- Harrisburg City Islanders
- Pittsburgh Riverhounds
- Real Maryland Monarchs
- Richmond Kickers
- Western Mass Pioneers
- Wilmington Hammerheads

Los 8 equipos de la USL Premier Development League (Cuarta División)
- Chicago Fire Premier
- El Paso Patriots
- Kitsap Pumas
- Mississippi Brilla
- Ocean City Barons
- Orange County Blue Star
- Reading Rage
- St. Louis Lions

Los 8 equipos de la United States Adult Soccer Association
- Aegean Hawks
- Arizona Sahuaros
- Atlanta FC
- Emigrantes das Ilhas
- Lynch's Irish Pub F.C.
- Milwaukee Bavarians
- Sonoma County Sol
- 402 FC

## Primera fase
|  | Semifinales               | Semifinales   | Semifinales           |       |                           | Final         | Final         |  |
|  | Primera Ronda             | Primera Ronda | Primera Ronda         |       |                           | Segunda Ronda | Segunda Ronda |  |
|  |                           |               |                       |       |                           |               |               |  |
|  |                           |               |                       |       |                           |               |               |  |
|  | Harrisburg City Islanders | 4             | -                     |       |                           |               |               |  |
|  | Harrisburg City Islanders | 4             | -                     |       |                           |               |               |  |
|  | Reading Rage              | 1             | -                     |       |                           |               |               |  |
|  | Reading Rage              | 1             | -                     |       | Harrisburg City Islanders | 0 (4)         |               |  |
|  |                           |               |                       |       | Harrisburg City Islanders | 0 (4)         |               |  |
|  |                           |               | Western Mass Pioneers | 0 (3) |                           |               |               |  |
|  | Western Mass Pioneers     | 3 (E.T.)      | Western Mass Pioneers | 0 (3) | -                         |               |               |  |
|  | Western Mass Pioneers     | 3 (E.T.)      |                       |       | -                         |               |               |  |
|  | Emigrantes das Ilhas      | 2             | -                     |       |                           |               |               |  |
|  | Emigrantes das Ilhas      | 2             | -                     |       |                           |               |               |  |
|  |                           |               |                       |       |                           |               |               |  |

|  | Semifinales              | Semifinales   | Semifinales            |   |                   | Final         | Final         |  |
|  | Primera Ronda            | Primera Ronda | Primera Ronda          |   |                   | Segunda Ronda | Segunda Ronda |  |
|  |                          |               |                        |   |                   |               |               |  |
|  |                          |               |                        |   |                   |               |               |  |
|  | Ocean City Barons        | 3             | -                      |   |                   |               |               |  |
|  | Ocean City Barons        | 3             | -                      |   |                   |               |               |  |
|  | Crystal Palace Baltimore | 0             | -                      |   |                   |               |               |  |
|  | Crystal Palace Baltimore | 0             | -                      |   | Ocean City Barons | 1 (E.T.)      |               |  |
|  |                          |               |                        |   | Ocean City Barons | 1 (E.T.)      |               |  |
|  |                          |               | Real Maryland Monarchs | 0 |                   |               |               |  |
|  | Real Maryland Monarchs   | 1             | Real Maryland Monarchs | 0 | -                 |               |               |  |
|  | Real Maryland Monarchs   | 1             |                        |   | -                 |               |               |  |
|  | Aegean Hawks             | 0             | -                      |   |                   |               |               |  |
|  | Aegean Hawks             | 0             | -                      |   |                   |               |               |  |
|  |                          |               |                        |   |                   |               |               |  |

|  | Semifinales            | Semifinales   | Semifinales            |       |                    | Final         | Final         |  |
|  | Primera Ronda          | Primera Ronda | Primera Ronda          |       |                    | Segunda Ronda | Segunda Ronda |  |
|  |                        |               |                        |       |                    |               |               |  |
|  |                        |               |                        |       |                    |               |               |  |
|  | Carolina RailHawks     | 2             | -                      |       |                    |               |               |  |
|  | Carolina RailHawks     | 2             | -                      |       |                    |               |               |  |
|  | Richmond Kickers       | 1             | -                      |       |                    |               |               |  |
|  | Richmond Kickers       | 1             | -                      |       | Carolina RailHawks | 3 (3)         |               |  |
|  |                        |               |                        |       | Carolina RailHawks | 3 (3)         |               |  |
|  |                        |               | Wilmington Hammerheads | 3 (4) |                    |               |               |  |
|  | Wilmington Hammerheads | 2             | Wilmington Hammerheads | 3 (4) | -                  |               |               |  |
|  | Wilmington Hammerheads | 2             |                        |       | -                  |               |               |  |
|  | Charlotte Eagles       | 0             | -                      |       |                    |               |               |  |
|  | Charlotte Eagles       | 0             | -                      |       |                    |               |               |  |
|  |                        |               |                        |       |                    |               |               |  |

|  | Semifinales            | Semifinales   | Semifinales        |   |          | Final         | Final         |  |
|  | Primera Ronda          | Primera Ronda | Primera Ronda      |   |          | Segunda Ronda | Segunda Ronda |  |
|  |                        |               |                    |   |          |               |               |  |
|  |                        |               |                    |   |          |               |               |  |
|  | Miami FC               | 2             | -                  |   |          |               |               |  |
|  | Miami FC               | 2             | -                  |   |          |               |               |  |
|  | Lynch's Irish Pub F.C. | 1             | -                  |   |          |               |               |  |
|  | Lynch's Irish Pub F.C. | 1             | -                  |   | Miami FC | 0             |               |  |
|  |                        |               |                    |   | Miami FC | 0             |               |  |
|  |                        |               | Charleston Battery | 1 |          |               |               |  |
|  | Charleston Battery     | 2             | Charleston Battery | 1 | -        |               |               |  |
|  | Charleston Battery     | 2             |                    |   | -        |               |               |  |
|  | Atlanta FC             | 0             | -                  |   |          |               |               |  |
|  | Atlanta FC             | 0             | -                  |   |          |               |               |  |
|  |                        |               |                    |   |          |               |               |  |

|  | Semifinales            | Semifinales   | Semifinales          |   |                  | Final         | Final         |  |
|  | Primera Ronda          | Primera Ronda | Primera Ronda        |   |                  | Segunda Ronda | Segunda Ronda |  |
|  |                        |               |                      |   |                  |               |               |  |
|  |                        |               |                      |   |                  |               |               |  |
|  | Rochester Rhinos       | 1 (4)         | -                    |   |                  |               |               |  |
|  | Rochester Rhinos       | 1 (4)         | -                    |   |                  |               |               |  |
|  | Pittsburgh Riverhounds | 1 (2)         | -                    |   |                  |               |               |  |
|  | Pittsburgh Riverhounds | 1 (2)         | -                    |   | Rochester Rhinos | 2 (E.T.)      |               |  |
|  |                        |               |                      |   | Rochester Rhinos | 2 (E.T.)      |               |  |
|  |                        |               | Cleveland City Stars | 1 |                  |               |               |  |
|  | Cleveland City Stars   | 3             | Cleveland City Stars | 1 | -                |               |               |  |
|  | Cleveland City Stars   | 3             |                      |   | -                |               |               |  |
|  | St. Louis Lions        | 0             | -                    |   |                  |               |               |  |
|  | St. Louis Lions        | 0             | -                    |   |                  |               |               |  |
|  |                        |               |                      |   |                  |               |               |  |

|  | Semifinales          | Semifinales   | Semifinales          |   |                   | Final         | Final         |  |
|  | Primera Ronda        | Primera Ronda | Primera Ronda        |   |                   | Segunda Ronda | Segunda Ronda |  |
|  |                      |               |                      |   |                   |               |               |  |
|  |                      |               |                      |   |                   |               |               |  |
|  | Minnesota Thunder    | 3             | -                    |   |                   |               |               |  |
|  | Minnesota Thunder    | 3             | -                    |   |                   |               |               |  |
|  | 402 FC               | 2             | -                    |   |                   |               |               |  |
|  | 402 FC               | 2             | -                    |   | Minnesota Thunder | 4             |               |  |
|  |                      |               |                      |   | Minnesota Thunder | 4             |               |  |
|  |                      |               | Chicago Fire Premier | 0 |                   |               |               |  |
|  | Chicago Fire Premier | 3             | Chicago Fire Premier | 0 | -                 |               |               |  |
|  | Chicago Fire Premier | 3             |                      |   | -                 |               |               |  |
|  | Milwaukee Bavarians  | 1             | -                    |   |                   |               |               |  |
|  | Milwaukee Bavarians  | 1             | -                    |   |                   |               |               |  |
|  |                      |               |                      |   |                   |               |               |  |

|  | Semifinales        | Semifinales   | Semifinales      |   |              | Final         | Final         |  |
|  | Primera Ronda      | Primera Ronda | Primera Ronda    |   |              | Segunda Ronda | Segunda Ronda |  |
|  |                    |               |                  |   |              |               |               |  |
|  |                    |               |                  |   |              |               |               |  |
|  | Austin Aztex       | 2             | -                |   |              |               |               |  |
|  | Austin Aztex       | 2             | -                |   |              |               |               |  |
|  | Mississippi Brilla | 0             | -                |   |              |               |               |  |
|  | Mississippi Brilla | 0             | -                |   | Austin Aztex | 2             |               |  |
|  |                    |               |                  |   | Austin Aztex | 2             |               |  |
|  |                    |               | El Paso Patriots | 0 |              |               |               |  |
|  | El Paso Patriots   | 2             | El Paso Patriots | 0 | -            |               |               |  |
|  | El Paso Patriots   | 2             |                  |   | -            |               |               |  |
|  | Arizona Sahuaros   | 1             | -                |   |              |               |               |  |
|  | Arizona Sahuaros   | 1             | -                |   |              |               |               |  |
|  |                    |               |                  |   |              |               |               |  |

|  | Semifinales             | Semifinales   | Semifinales      |   |                   | Final         | Final         |  |
|  | Primera Ronda           | Primera Ronda | Primera Ronda    |   |                   | Segunda Ronda | Segunda Ronda |  |
|  |                         |               |                  |   |                   |               |               |  |
|  |                         |               |                  |   |                   |               |               |  |
|  | Orange County Blue Star | 2             | -                |   |                   |               |               |  |
|  | Orange County Blue Star | 2             | -                |   |                   |               |               |  |
|  | Sonoma County Sol       | 5             | -                |   |                   |               |               |  |
|  | Sonoma County Sol       | 5             | -                |   | Sonoma County Sol | 0             |               |  |
|  |                         |               |                  |   | Sonoma County Sol | 0             |               |  |
|  |                         |               | Portland Timbers | 3 |                   |               |               |  |
|  | Kitsap Pumas            | 0             | Portland Timbers | 3 | -                 |               |               |  |
|  | Kitsap Pumas            | 0             |                  |   | -                 |               |               |  |
|  | Portland Timbers        | 3             | -                |   |                   |               |               |  |
|  | Portland Timbers        | 3             | -                |   |                   |               |               |  |
|  |                         |               |                  |   |                   |               |               |  |

## Segunda fase
|  | Octavos de final          | Octavos de final          |                     |       | Cuartos de final | Cuartos de final |  |  | Semifinales | Semifinales |  |  | Final           | Final           |
|  | 30 de junio al 1 de julio | 30 de junio al 1 de julio |                     |       | 7 de julio       | 7 de julio       |  |  | 21 de julio | 21 de julio |  |  | 2 de septiembre | 2 de septiembre |
|  |                           |                           |                     |       |                  |                  |  |  |             |             |  |  |                 |                 |
|  |                           |                           |                     |       |                  |                  |  |  |             |             |  |  |                 |                 |
|  |                           |                           |                     |       |                  |                  |  |  |             |             |  |  |                 |                 |
|  | D.C. United               | 2                         |                     |       |                  |                  |  |  |             |             |  |  |                 |                 |
|  | D.C. United               | 2                         |                     |       |                  |                  |  |  |             |             |  |  |                 |                 |
|  | Ocean City Barons         | 0                         |                     |       |                  |                  |  |  |             |             |  |  |                 |                 |
|  | Ocean City Barons         | 0                         | D.C. United         | 2     |                  |                  |  |  |             |             |  |  |                 |                 |
|  |                           |                           |                     | 2     |                  |                  |  |  |             |             |  |  |                 |                 |
|  |                           | Harrisburg City Islanders | 1                   |       |                  |                  |  |  |             |             |  |  |                 |                 |
|  | New England Revolution    | Harrisburg City Islanders | 1                   | 1     |                  |                  |  |  |             |             |  |  |                 |                 |
|  | New England Revolution    |                           |                     | 1     |                  |                  |  |  |             |             |  |  |                 |                 |
|  | Harrisburg City Islanders | 2                         |                     |       |                  |                  |  |  |             |             |  |  |                 |                 |
|  | Harrisburg City Islanders | 2                         | D.C. United         | 2     |                  |                  |  |  |             |             |  |  |                 |                 |
|  |                           |                           |                     | 2     |                  |                  |  |  |             |             |  |  |                 |                 |
|  |                           | Rochester Rhinos          | 1                   |       |                  |                  |  |  |             |             |  |  |                 |                 |
|  | Rochester Rhinos (p)      | Rochester Rhinos          | 1                   | 1 (5) |                  |                  |  |  |             |             |  |  |                 |                 |
|  | Rochester Rhinos (p)      |                           |                     | 1 (5) |                  |                  |  |  |             |             |  |  |                 |                 |
|  | Columbus Crew             | 1 (3)                     |                     |       |                  |                  |  |  |             |             |  |  |                 |                 |
|  | Columbus Crew             | 1 (3)                     | Rochester Rhinos    | 2     |                  |                  |  |  |             |             |  |  |                 |                 |
|  |                           |                           |                     | 2     |                  |                  |  |  |             |             |  |  |                 |                 |
|  |                           | Wilmington Hammerheads    | 1                   |       |                  |                  |  |  |             |             |  |  |                 |                 |
|  | Wilmington Hammerheads    | Wilmington Hammerheads    | 1                   | 1     |                  |                  |  |  |             |             |  |  |                 |                 |
|  | Wilmington Hammerheads    |                           |                     | 1     |                  |                  |  |  |             |             |  |  |                 |                 |
|  | Chicago Fire              | 0                         |                     |       |                  |                  |  |  |             |             |  |  |                 |                 |
|  | Chicago Fire              | 0                         | D.C. United         | 1     |                  |                  |  |  |             |             |  |  |                 |                 |
|  |                           |                           |                     | 1     |                  |                  |  |  |             |             |  |  |                 |                 |
|  |                           | Seattle Sounders FC       | 2                   |       |                  |                  |  |  |             |             |  |  |                 |                 |
|  | Portland Timbers          | Seattle Sounders FC       | 2                   | 1     |                  |                  |  |  |             |             |  |  |                 |                 |
|  | Portland Timbers          |                           |                     | 1     |                  |                  |  |  |             |             |  |  |                 |                 |
|  | Seattle Sounders FC       | 2                         |                     |       |                  |                  |  |  |             |             |  |  |                 |                 |
|  | Seattle Sounders FC       | 2                         | Seattle Sounders FC | 1     |                  |                  |  |  |             |             |  |  |                 |                 |
|  |                           |                           |                     | 1     |                  |                  |  |  |             |             |  |  |                 |                 |
|  |                           | Kansas City Wizards       | 0                   |       |                  |                  |  |  |             |             |  |  |                 |                 |
|  | Minnesota Thunder         | Kansas City Wizards       | 0                   | 3 (2) |                  |                  |  |  |             |             |  |  |                 |                 |
|  | Minnesota Thunder         |                           |                     | 3 (2) |                  |                  |  |  |             |             |  |  |                 |                 |
|  | Kansas City Wizards (p)   | 3 (4)                     |                     |       |                  |                  |  |  |             |             |  |  |                 |                 |
|  | Kansas City Wizards (p)   | 3 (4)                     | Seattle Sounders FC | 2     |                  |                  |  |  |             |             |  |  |                 |                 |
|  |                           |                           |                     | 2     |                  |                  |  |  |             |             |  |  |                 |                 |
|  |                           | Houston Dynamo            | 1                   |       |                  |                  |  |  |             |             |  |  |                 |                 |
|  | Austin Aztex              | Houston Dynamo            | 1                   | 0     |                  |                  |  |  |             |             |  |  |                 |                 |
|  | Austin Aztex              |                           |                     | 0     |                  |                  |  |  |             |             |  |  |                 |                 |
|  | Houston Dynamo            | 2                         |                     |       |                  |                  |  |  |             |             |  |  |                 |                 |
|  | Houston Dynamo            | 2                         | Houston Dynamo      | 4     |                  |                  |  |  |             |             |  |  |                 |                 |
|  |                           |                           |                     | 4     |                  |                  |  |  |             |             |  |  |                 |                 |
|  |                           | Charleston Battery        | 0                   |       |                  |                  |  |  |             |             |  |  |                 |                 |
|  | Charleston Battery        | Charleston Battery        | 0                   | 3     |                  |                  |  |  |             |             |  |  |                 |                 |
|  | Charleston Battery        |                           |                     | 3     |                  |                  |  |  |             |             |  |  |                 |                 |
|  | Chivas USA                | 1                         |                     |       |                  |                  |  |  |             |             |  |  |                 |                 |
|  | Chivas USA                | 1                         |                     |       |                  |                  |  |  |             |             |  |  |                 |                 |

### Octavos de final
| 30 de junio de 2009 | New England Revolution | 1:2 (1:0, 1:0) | Harrisburg City Islanders | Veteran's Stadium, New Britain, Connecticut           |                                                       |
|                     | Larentowicz 38'        | Reporte        | Odour 72' · Bloes 105'    | Asistencia: 3.100 espectadores Árbitro(s): Lee Suckle | Asistencia: 3.100 espectadores Árbitro(s): Lee Suckle |

| 30 de junio de 2009 | Wilmington Hammerheads | 1:0 (1:0) | Chicago Fire | Legion Stadium, Wilmington, Carolina del Norte |                |
|                     | Bundy 37'              | Reporte   |              | Árbitro(s): ¿?                                 | Árbitro(s): ¿? |

| 30 de junio de 2009 | Rochester Rhinos                | 1:1 (1:1, 0:0) (5 – 3 p.)  | Columbus Crew                            | Marina Auto Stadium, Rochester, Nueva York             |                                                        |
|                     | Harden 31'                      | Reporte                    | Oughton 37'                              | Asistencia: 6.098 espectadores Árbitro(s): Shane Moody | Asistencia: 6.098 espectadores Árbitro(s): Shane Moody |
|                     |                                 | Tiros desde el punto penal |                                          |                                                        |                                                        |
|                     | Ekpo · Moreno · Oughton · Garey |                            | Kenton · Salles · Gregor · Bertz · Heins |                                                        |                                                        |

| 30 de junio de 2009 | D.C. United            | 2:0 (0:0) | Ocean City Barons | Maryland SoccerPlex, Boyds, Maryland                     |                                                          |
|                     | Gómez 74' · N'Silu 93' | [http://web.mlsnet.com/news/mls_news.jsp?ymd=20090630&content_id=5624484&vkey=news_mls&fext=.jsp (enlace roto disponible en Internet Archive; véase el historial, la primera versión y la última). Reporte] |                   | Asistencia: 2.021 espectadores Árbitro(s): Jeff Gontarek | Asistencia: 2.021 espectadores Árbitro(s): Jeff Gontarek |

| 30 de junio de 2010 | Charleston Battery                | 3:1 (2:1) | Chivas USA | Blackbaud Stadium, Charleston, Carolina del Sur          |                                                          |
|                     | Patterson 9' 45' · Yoshitake 90+' | Reporte   | Marsch 28' | Asistencia: 3.268 espectadores Árbitro(s): Mark Kadlecic | Asistencia: 3.268 espectadores Árbitro(s): Mark Kadlecic |

| 30 de junio de 2009 | Minnesota Thunder                           | 3:3 (1:2, 0:1) (2 – 4 p.)  | Kansas City Wizards                              | National Sports Center, Blaine, Minnesota              |                                                        |
|                     | Sánchez 41' (pen.) 84' (pen.) · Tarley 117' | Reporte                    | Kraus 17' · Thompson 20' (pen.) · McKenzie 105+' | Asistencia: 3.878 espectadores Árbitro(s): Chris Penso | Asistencia: 3.878 espectadores Árbitro(s): Chris Penso |
|                     |                                             | Tiros desde el punto penal |                                                  |                                                        |                                                        |
|                     | Greenfield · Sánchez · Bass · Weiler        |                            | López · Wolff · Thompson · Gómez                 |                                                        |                                                        |

| 1 de julio de 2009 | Austin Aztex | 0:2 (0:0) | Houston Dynamo       | Nelson Field, Austin, Texas                             |                                                         |
|                    |              | [http://web.mlsnet.com/news/team_news.jsp?ymd=20090702&content_id=5657362&vkey=pr_hou&fext=.jsp&team=t200 (enlace roto disponible en Internet Archive; véase el historial, la primera versión y la última). Reporte] | Ashe 70' · Oduro 90' | Asistencia: 4.826 espectadores Árbitro(s): Jeremy Vehar | Asistencia: 4.826 espectadores Árbitro(s): Jeremy Vehar |

| 1 de julio de 2009 | Portland Timbers | 1:2 (1:2) | Seattle Sounders FC    | PGE Park, Portland, Oregón      |                                 |
|                    | Mandjou 43'      | Reporte   | Levesque 1' · King 26' | Asistencia: 16.382 espectadores | Asistencia: 16.382 espectadores |

### Cuartos de final
| 7 de julio de 2009 | Rochester Rhinos               | 2:1 (0:0) | Wilmington Hammerheads | Marina Auto Stadium, Rochester, Nueva York              |                                                         |
|                    | Atieno 54' · Gregor 67' (pen.) | Reporte   | Watson 72'             | Asistencia: 3.598 espectadores Árbitro(s): Niko Bratsis | Asistencia: 3.598 espectadores Árbitro(s): Niko Bratsis |

| 7 de julio de 2009 | D.C. United               | 2:1 (2:0) | Harrisburg City Islanders | Maryland SoccerPlex, Boyds, Maryland                  |                                                       |
|                    | Khumalo 8' · Jacobson 18' | Reporte   | Paterson 64'              | Asistencia: 2.137 espectadores Árbitro(s): Lee Suckle | Asistencia: 2.137 espectadores Árbitro(s): Lee Suckle |

| 7 de julio de 2009 | Charleston Battery | 0:4 (0:1) | Houston Dynamo                            | Blackbaud Stadium, Charleston, Carolina del Sur       |                                                       |
|                    |                    | Reporte   | Cameron 16' 73' · Boswell 47' · Oduro 52' | Asistencia: 2.473 espectadores Árbitro(s): Tony Russo | Asistencia: 2.473 espectadores Árbitro(s): Tony Russo |

| 7 de julio de 2009 | Seattle Sounders FC | 1:0 (0:0) | Kansas City Wizards | Starfire Sports Complex, Tukwila, Washington               |                                                            |
|                    | Le Toux 89' (pen.)  | Reporte   |                     | Asistencia: 4.352 espectadores Árbitro(s): Abiodun Okulaja | Asistencia: 4.352 espectadores Árbitro(s): Abiodun Okulaja |

### Semifinales
| 21 de julio de 2009 | D.C. United                     | 2:1 (1:0) | Rochester Rhinos | Maryland SoccerPlex, Boyds, Maryland                       |                                                            |
|                     | Moreno 41' (pen.) · Khumalo 83' |           | Atieno 68'       | Asistencia: 2.457 espectadores Árbitro(s): Abiodun Okulaja | Asistencia: 2.457 espectadores Árbitro(s): Abiodun Okulaja |

| 21 de julio de 2009 | Seattle Sounders FC  | 2:1 (0:1,1:0) | Houston Dynamo | Starfire Sports Complex, Tukwila, Washington |                                |
|                     | Jaqua 89' · King 94' |               | Akinbiyi 32'   | Asistencia: 4.895 espectadores               | Asistencia: 4.895 espectadores |

### Final
| 31 | POR | Josh Wicks      |     |
| 26 | DEF | Bryan Namoff    |     |
| 5  | DEF | Dejan Jaković   |     |
| 4  | DEF | Marc Burch      |     |
| 10 | MED | Christian Gómez | 71' |
| 14 | MED | Ben Olsen       | 82' |
| 19 | MED | Clyde Simms     |     |
| 7  | MED | Fred            | 46' |
| 13 | MED | Chris Pontius   |     |
| 11 | DEL | Luciano Emilio  |     |
| 99 | DEL | Jaime Moreno    |     |
| DT | DT  | Tom Soehn       |     |

| 18 | POR | Kasey Keller      |     |
| 7  | DEF | James Riley       |     |
| 4  | DEF | Patrick Ianni     |     |
| 5  | DEF | Tyson Wahl        |     |
| 19 | DEF | Leonardo González |     |
| 10 | MED | Fredrik Ljungberg |     |
| 6  | MED | Osvaldo Alonso    |     |
| 8  | MED | Peter Vagenas     |     |
| 11 | MED | Steve Zakuani     | 74' |
| 9  | DEL | Sébastien Le Toux |     |
| 17 | DEL | Freddy Montero    | 78' |
| DT | DT  | Sigi Schmid       |     |

| 25 | MED | Santino Quaranta | 46' |
| 1  | POR | Miloš Kocić      | 71' |
| 22 | MED | Rodney Wallace   | 82' |

| 24 | DEL | Roger Levesque | 74' |
| 3  | MED | Brad Evans     | 78' |

| Anotado | 89' | Clyde Simms |

| Anotado | 67' | Fredy Montero  |
| Anotado | 86' | Roger Levesque |

|  |

| Amonestado | 25' | Patrick Ianni     |
| Amonestado | 49' | Leonardo González |
| Amonestado | 79' | Peter Vagenas     |

| Expulsado | 69' | Josh Wicks |

|  |

| Árbitro             | Alex Prus     |
| Árbitros asistentes | Greg Barkey   |
| Árbitros asistentes | Rob Fereday   |
| Cuarto árbitro      | Andrew Chapin |

| 31 | POR | Josh Wicks      |     |
| 26 | DEF | Bryan Namoff    |     |
| 5  | DEF | Dejan Jaković   |     |
| 4  | DEF | Marc Burch      |     |
| 10 | MED | Christian Gómez | 71' |
| 14 | MED | Ben Olsen       | 82' |
| 19 | MED | Clyde Simms     |     |
| 7  | MED | Fred            | 46' |
| 13 | MED | Chris Pontius   |     |
| 11 | DEL | Luciano Emilio  |     |
| 99 | DEL | Jaime Moreno    |     |
| DT | DT  | Tom Soehn       |     |

| 18 | POR | Kasey Keller      |     |
| 7  | DEF | James Riley       |     |
| 4  | DEF | Patrick Ianni     |     |
| 5  | DEF | Tyson Wahl        |     |
| 19 | DEF | Leonardo González |     |
| 10 | MED | Fredrik Ljungberg |     |
| 6  | MED | Osvaldo Alonso    |     |
| 8  | MED | Peter Vagenas     |     |
| 11 | MED | Steve Zakuani     | 74' |
| 9  | DEL | Sébastien Le Toux |     |
| 17 | DEL | Freddy Montero    | 78' |
| DT | DT  | Sigi Schmid       |     |

| 25 | MED | Santino Quaranta | 46' |
| 1  | POR | Miloš Kocić      | 71' |
| 22 | MED | Rodney Wallace   | 82' |

| 24 | DEL | Roger Levesque | 74' |
| 3  | MED | Brad Evans     | 78' |

| Anotado | 89' | Clyde Simms |

| Anotado | 67' | Fredy Montero  |
| Anotado | 86' | Roger Levesque |

|  |

| Amonestado | 25' | Patrick Ianni     |
| Amonestado | 49' | Leonardo González |
| Amonestado | 79' | Peter Vagenas     |

| Expulsado | 69' | Josh Wicks |

|  |

| Árbitro             | Alex Prus     |
| Árbitros asistentes | Greg Barkey   |
| Árbitros asistentes | Rob Fereday   |
| Cuarto árbitro      | Andrew Chapin |

| Bandera del Estado de Washington          |
| Campeón Seattle Sounders FC Primer título |

## Goleadores
| Jugador           | Equipo                 | Goles |
| ----------------- | ---------------------- | ----- |
| Taiwo Atieno      | Rochester Rhinos       | 3     |
| Brian Cvilikas    | Minnesota Thunder      | 3     |
| Keita Mandjou     | Portland Timbers       | 3     |
| Sébastien Le Toux | Seattle Sounders FC    | 3     |
| Stephen King      | Seattle Sounders FC    | 3     |
| Randi Patterson   | Charleston Battery     | 3     |
| Melvin Tarley     | Minnesota Thunder      | 3     |
| Kenny Bundy       | Wilmington Hammerheads | 2     |